# Cementerio de Comillas

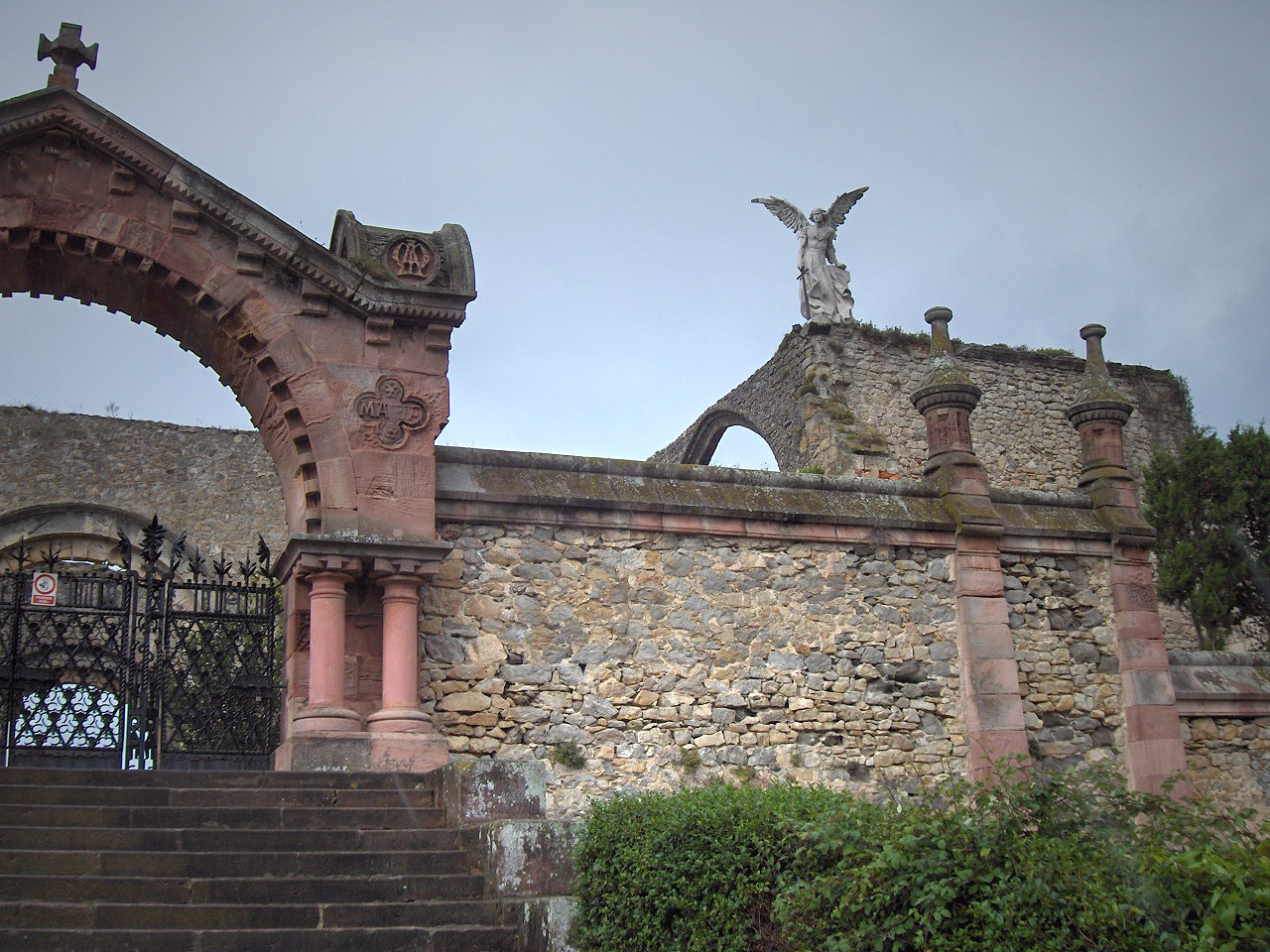
Fachada de acceso.

El cementerio de Comillas es el camposanto de la localidad cántabra de Comillas (España). Su fachada es, desde 1893, Bien de Interés Cultural.

## Historia
El cementerio de Comillas se ubica en el lugar de una iglesia parroquial del siglo XV o XVI. El lugar fue abandonado tras un incidente en una misa: cuenta la tradición que, entrado el siglo XVI, el templo donde actualmente se sitúa el cementerio fue abandonado por la población tras un percance suscitado durante la misa mayor de un domingo entre varios vecinos y el administrador del duque del Infantado, por la cesión de unos asientos reservados a los feudatarios de estas tierras. Estos hechos eran la continuación del enfrentamiento y hastío del pueblo contra el duque del Infantado. Hartos de sufrir la opresión y continuos desprecios de dicho duque, se rebelaron ya abiertamente contra el administrador, el duque y el párroco. Todos a una los feligreses juraron no volver a pisar la iglesia y decidieron abandonarla, lo que derivó en un “pleyto” entre el duque y la Iglesia de un lado y el Pueblo de otro. La Iglesia, sintiéndose injuriada, mandó sancionar al pueblo de Comillas con la excomunión y entredicho, motivo por el que durante cerca de un año no pudiesen recibir los Santos Sacramentos, hasta que la intervención del regidor de la villa, bajo juramento, acordó con sus convecinos construir un nuevo templo en el que no existieran privilegios si se les levantaba la pena, a lo que la Iglesia accedió pidiendo para conseguir el perdón, que en señal de penitencia los hidalgos y pecheros del municipio fuesen a la iglesia un domingo en procesión vestidos solamente de jubones, desnudos de cintura para arriba pero con dogal y con coroza, mientras el pregonero declare sus delitos.
La construcción de la nueva parroquia se comenzó veinticinco años después. Durante este tiempo, los oficios religiosos se celebraron en la ermita de San Juan, situada en el lugar que ocupaba el edificio de la Casa de la Villa, hoy centro de interpretación turística.
Con el tiempo, la antigua parroquia fue reutilizada como cementerio. Así, el lugar pasó a ser utilizado exclusivamente como cementerio y con el paso de los siglos requirió una ampliación, y en 1893 se encargó tal tarea al arquitecto modernista Lluís Domènech i Montaner, que estaba más que vinculado a Comillas, puesto que también llevó a cabo varios mausoleos en la Capilla del Palacio de Sobrellano, y la Fuente de los Tres Caños.
La reforma cambió por completo el lugar. Por un lado, conservó las ruinas del templo abandonado, protegiéndolas con un muro de mampostería rematado con pináculos. Por otro lado, introdujo nuevos elementos, como la fachada de acceso al recinto que hoy es Bien de Interés Cultural (BIC), o los mausoleos del interior. Para la realización de estos mausoleos, contó con la ayuda del escultor barcelonés Josep Llimona, que también realizó la escultura que en la actualidad más define la imagen del cementerio: El Ángel Exterminador (fechada entre 1894 y 1895). La figura tiene como base los restos del antiguo templo.
Desde entonces, el camposanto ha conservado su estructura. En el año 1983, su fachada principal fue declarada Bien de Interés Cultural, lo que la convierte en un reclamo turístico más de Comillas. En la actualidad el cementerio es propiedad parroquial.

## Descripción

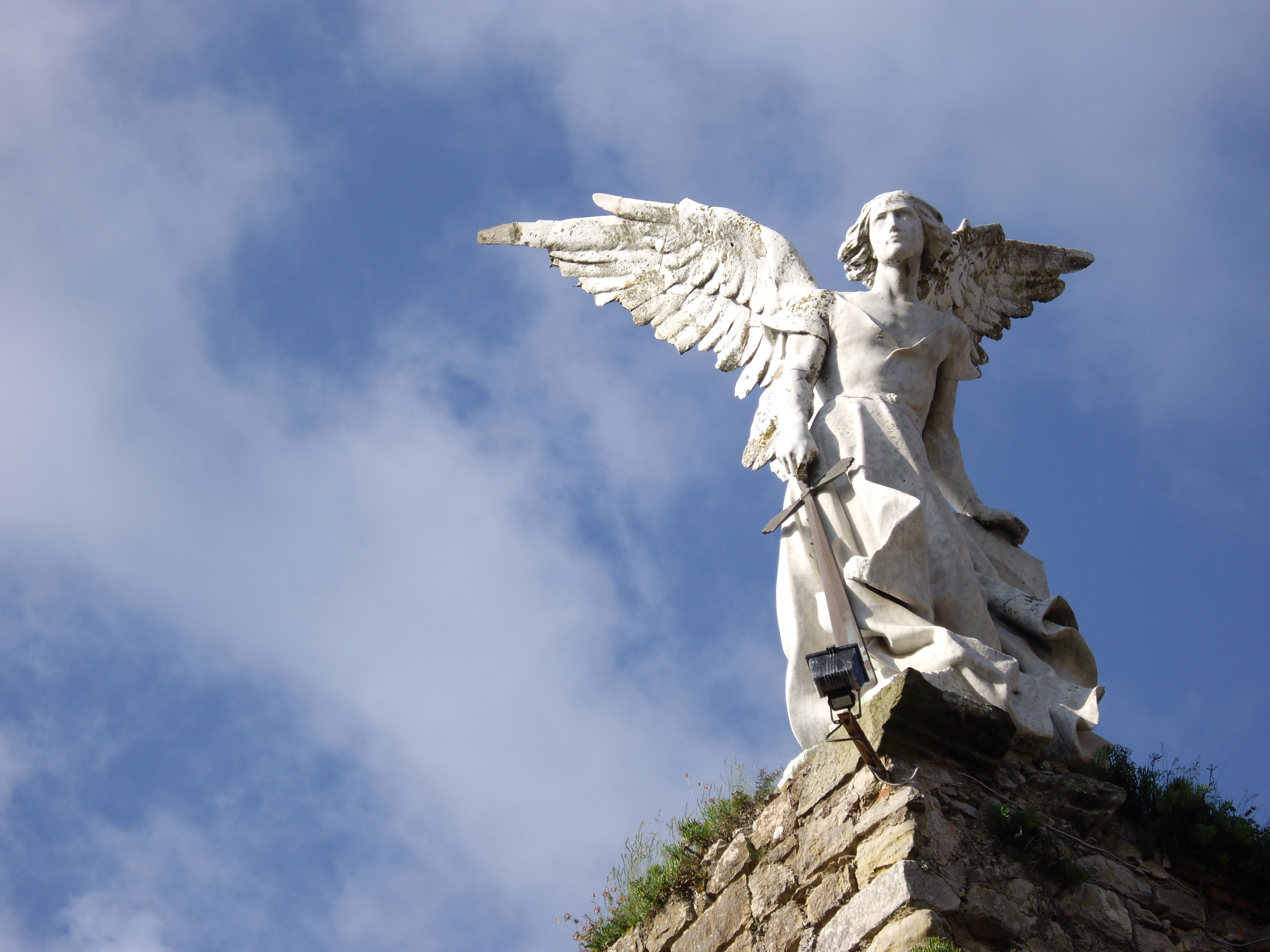
"El Ángel Exterminador", de Llimona.

El cementerio se halla situado cerca del mar, sobre un promontorio que lo hace visible desde buena parte de Comillas y que le dota de un gran valor estético.
El acceso se realiza por el elemento en sí del cementerio que fue declarado BIC, una fachada monumental que está cubierta por un arco de medio punto redondo, ubicado bajo un tejado de dos aguas. Bajo el mismo, se halla la puerta de entrada, de hierro forjado. El camposanto está delimitado por un muro de piedra, que está rematado por todo tipo de pináculos decorados con cruces. Éstos siguen los desniveles del promontorio en el que se ubica el cementerio.
Los mausoleos, como ya se ha dicho, han sido diseñados por Domènech i Montaner, y esculpidos por Llimona. De entre todos ellos, el más destacado es el perteneciente a la familia Piélagos. Aunque sin lugar a dudas la figura más representativa del cementerio es el "Ángel Exterminador" de Llimona. En la década de 1980, el arcipreste de la diócesis Ignacio de Noreña, se encargó de   dotar al Ángel de su espada, de la cual, no se sabe por qué, fue desposeído muchos años atrás. Por todo el recinto hay un gran número de esculturas de ángeles y otros motivos religiosos.

## Galería de imágenes

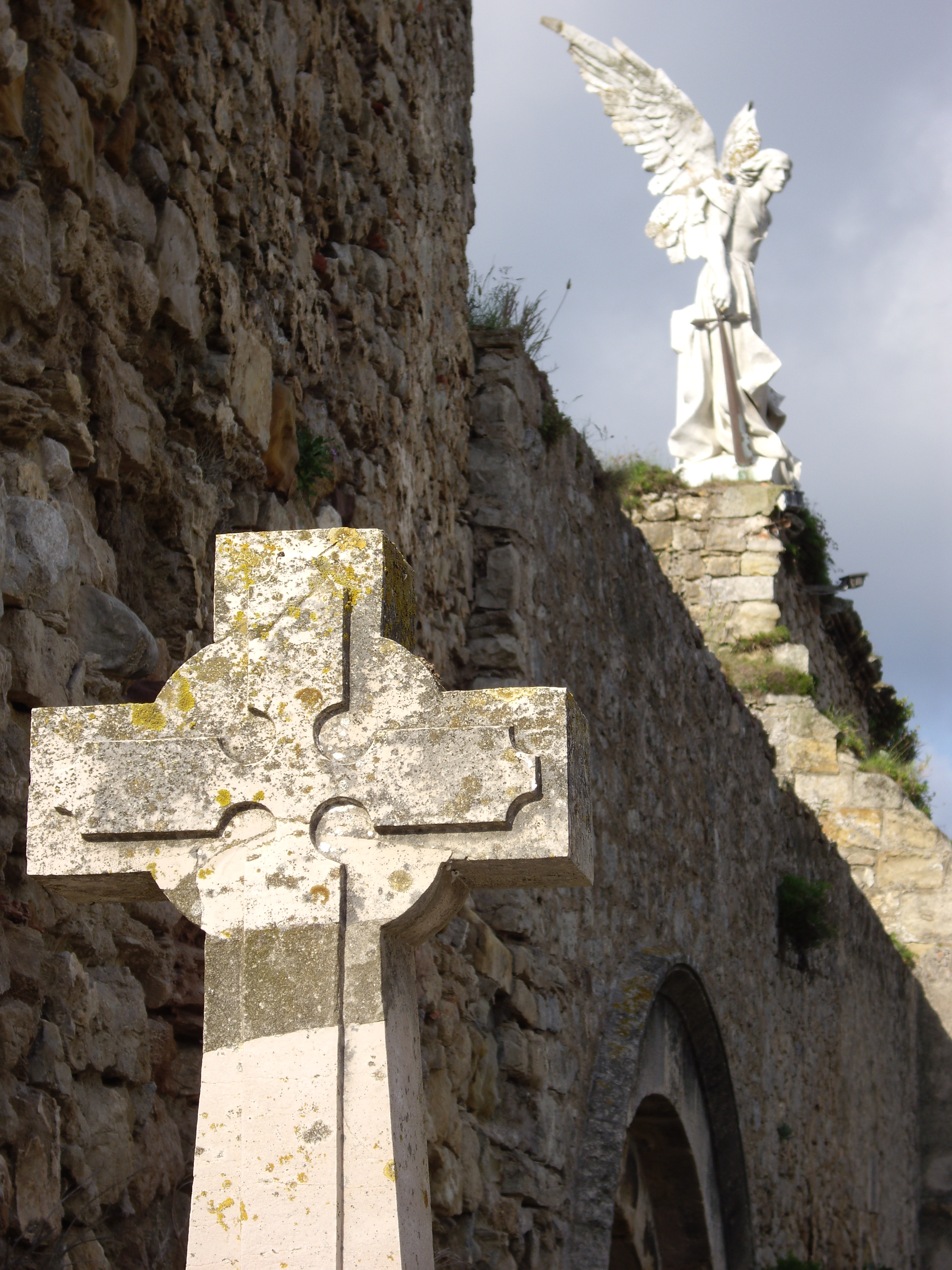
Otra vista del "Ángel Exterminador".
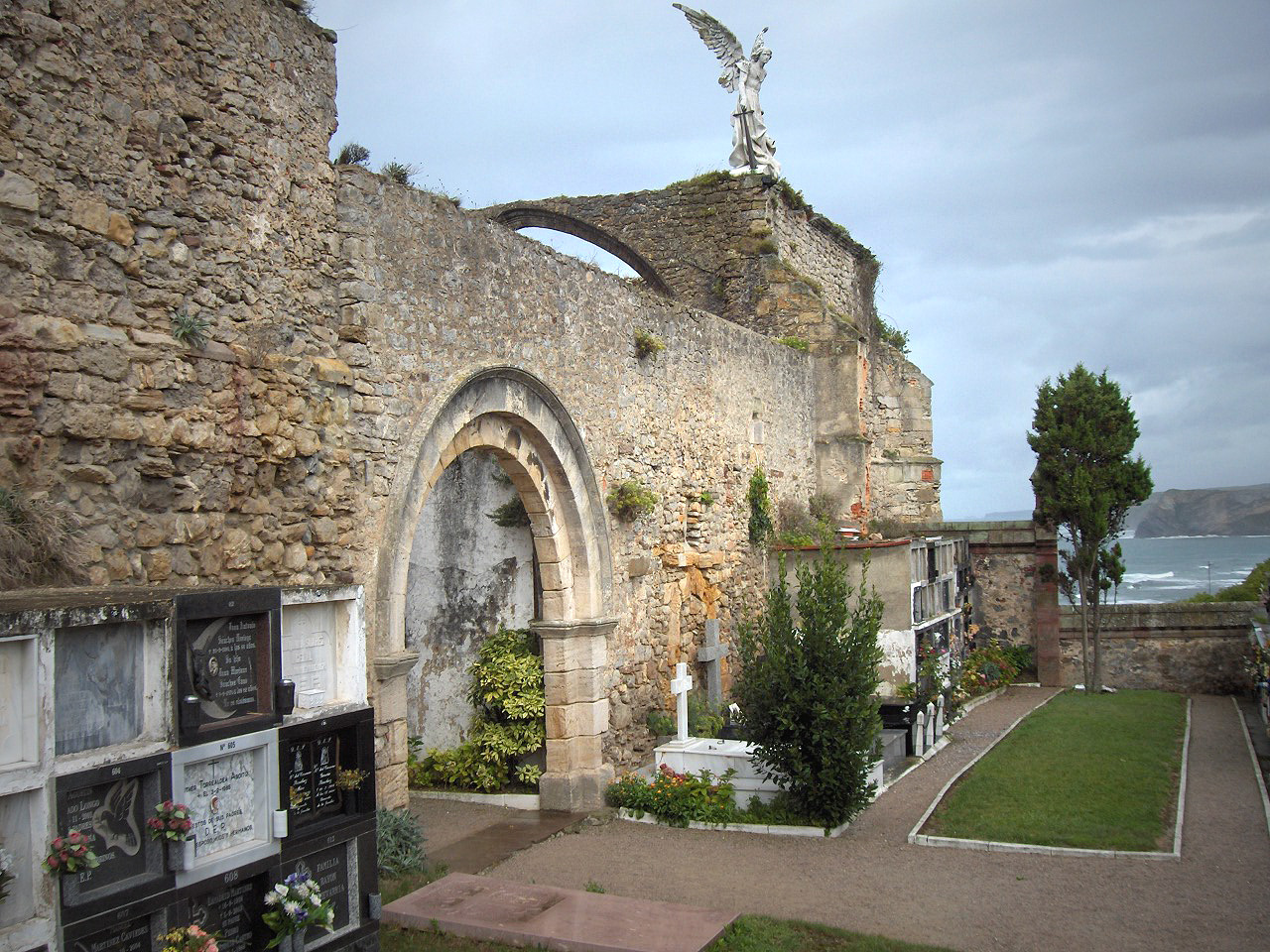
Interior del cementerio.
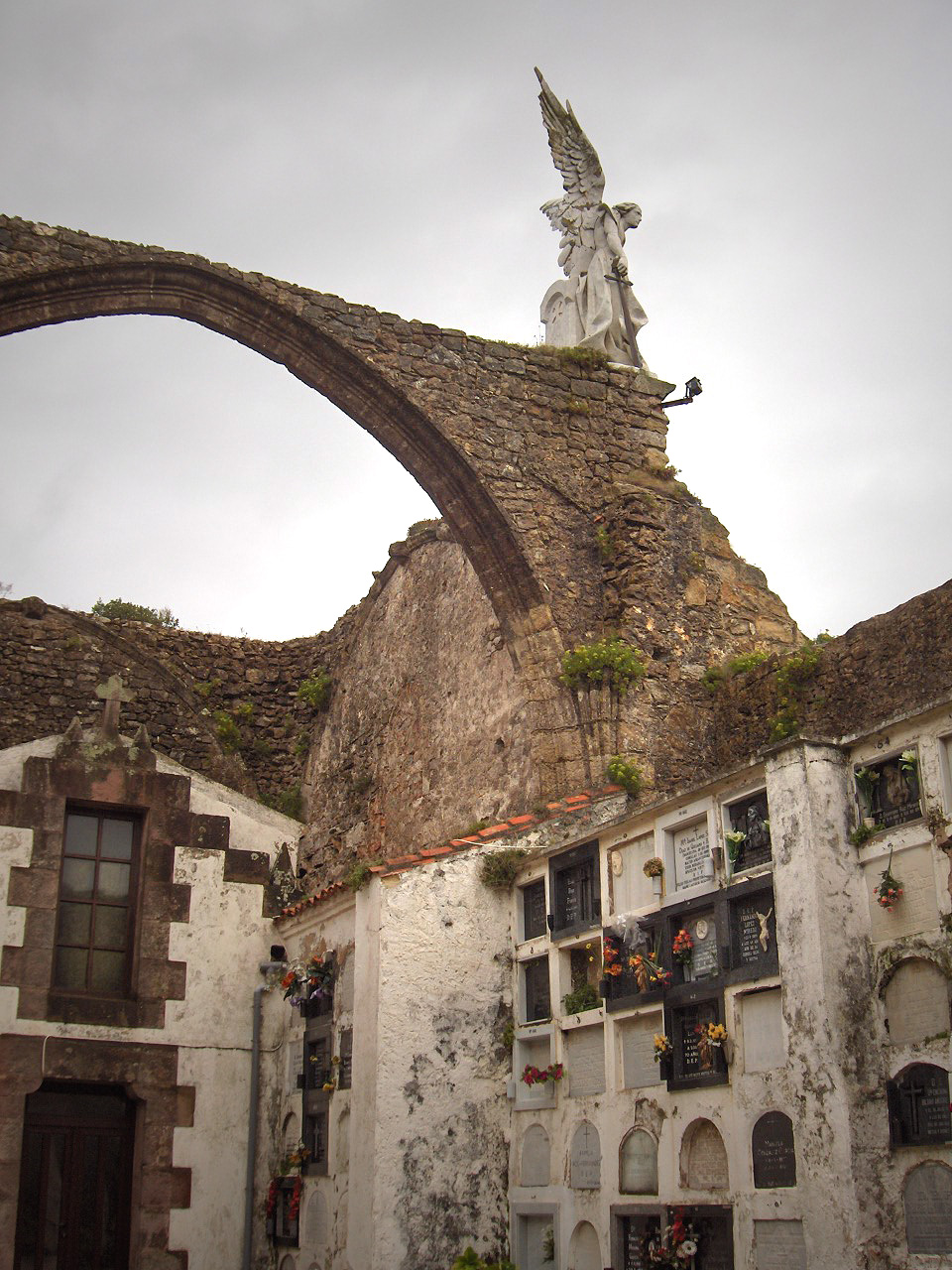
Nichos del cementerio.
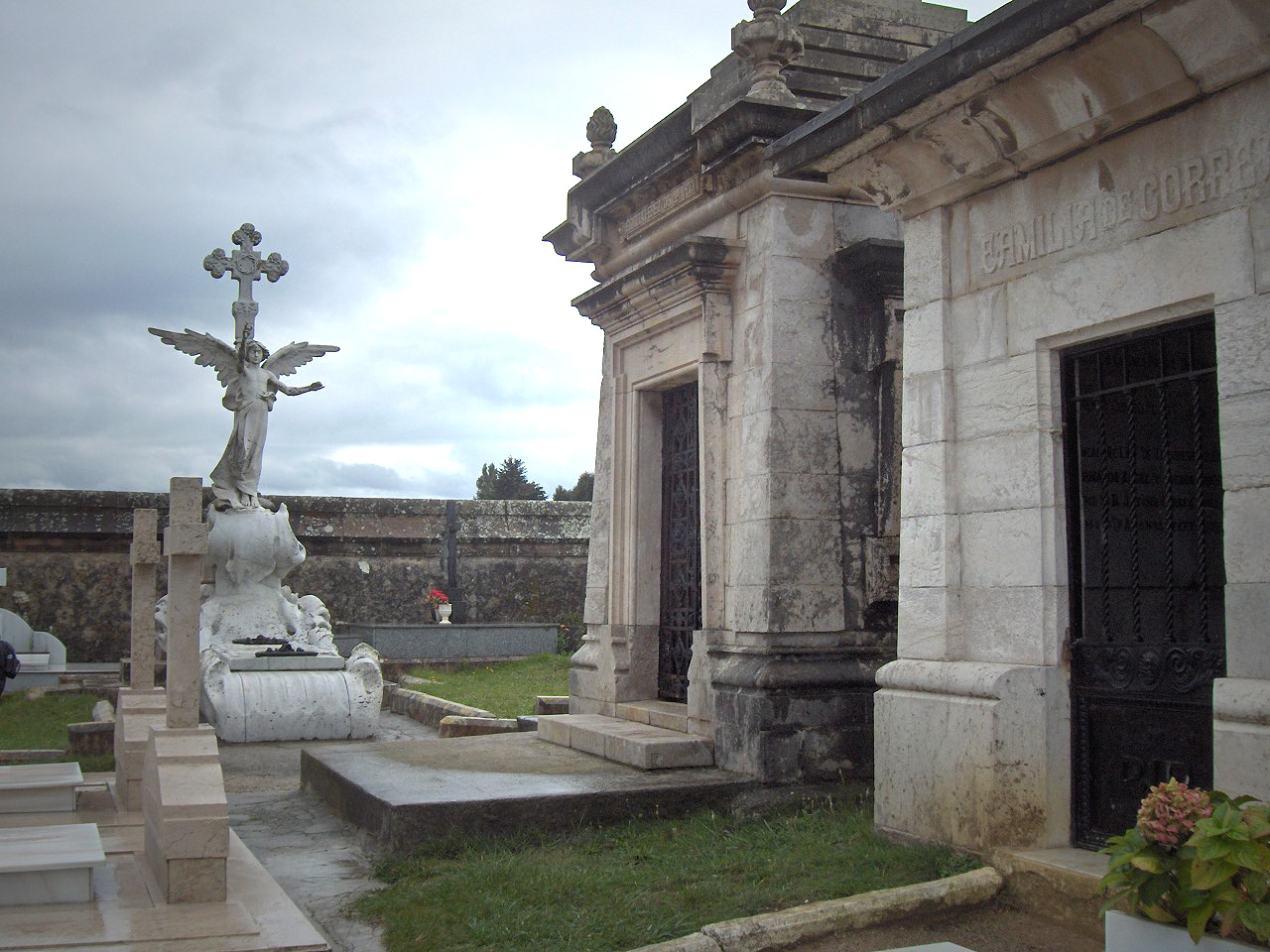
Cementerio de Comillas.